# 东北亚贸易大厦
东北亚贸易大厦（：／ Dongbuka Muyeok Taweo ?）又名浦项大厦（：?、[Posco Tower-Songdo] 错误：{{Langx}}：无效参数：|f=（帮助））是一座位于韩国仁川廣域市的摩天大厦，是松岛国际商务区的标志性建筑之一。